# Asperula tragacanthoides
Asperula tragacanthoides là một loài thực vật có hoa trong họ Thiến thảo. Loài này được Brullo mô tả khoa học đầu tiên năm 1979.